# 林為洲
林為洲（1961年7月25日—），中華民國政治人物，中國國民黨籍，生於新竹縣竹北市，曾任立法委員、國民黨副秘書長、新竹縣議會副議長、議員。

## 生平
1961年出生於新竹縣竹北鄉（今竹北市），小學念豐田國小時成績不錯，但就讀新竹縣立竹北國民中學時性格叛逆。國中畢業後就讀臺灣省立竹東高級中學，因違反校規遭到校方退學，後來高二時轉學至臺北市立復興高級中學，同樣因叛逆遭到退學處分。最後準備插班考，順利考上臺北市立成功高級中學，直言「愈被退學就念到愈好的學校」，但在成功高中又與教官不合，軍訓不及格，險些無法取得畢業證書，高中一共3年念了3個學校，最後大學考上國立中央大學中文系。

## 政治經歷

### 新竹縣議員
- 1998年，以無黨籍的身份當選新竹縣議會議員，隨後在時任新竹縣縣長林光華引薦下加入民主進步黨。
- 2000年，擔任陳水扁總統新竹縣競選總部執行總幹事。
- 2001年，擔任林光華新竹縣縣長競選總部執行長。

### 立法委員
- 2004年，當選新竹縣第6屆立法委員。
- 2004年，擔任陳水扁總統新竹縣競選總部執行總幹事。
- 2005年，就任新竹縣第6屆立法委員。
- 2006年3月30日，發表「莫管藍綠爭勝負，不讓台灣成焦土：退出政黨暨全民中立行動宣言」，他表示自己發現政黨的目的已和人民的目的背道而馳，所以他選擇退黨，並推動全民退黨中立運動，呼籲台灣人民回歸中立、節制政黨不當權力。
- 2007年10月4日，宣布加入第三社會黨，使得該黨才新立就在立法院獲得一個席位，他表示對政治已經沒有熱情，利用立委最後任期的「殘餘價值」，精神上鼓勵年輕人。

### 新竹縣議會議員暨副議長
- 2009年，再度以無黨籍的身份當選新竹縣議員，重返縣議會，並在時任新竹縣縣長邱鏡淳引薦下加入中國國民黨[4]，但隨後因違紀參選並當選副議長而遭停權，2013年重新取得國民黨籍。
- 2014年順利連任縣議員後，第18屆新竹縣議會正副議長選舉由張鎮榮搭陳見賢，原想爭取連任副議長的林為洲選擇退讓[5]。
- 2015年獲得國民黨徵召參選立委並接任黨部主任委員。

### 立法委員
- 2016年，在泛藍嚴重分裂以致選情不被看好的情況下，擊敗獲民進黨支持的前縣長鄭永金，當選第九屆立法委員重返國會。
- 2017年2月17日，第9屆第3會期當選國民黨黨立法院黨團首席副書記長[6] 。
- 2017年9月22日，第9屆第4會期擔任國民黨黨立法院黨團書記長。
- 2018年7月24日，因不滿國民黨臨時將新竹縣縣長初選制度從全民調改為徵召，宣布脫黨參選縣長[7]。
- 2018年7月25日，國民黨新竹縣黨部建議開除其黨籍；8月3日，國民黨考紀會無異議通過[8][9]。
- 2018年8月14日，在國民黨中常委、黨籍立委建議下，黨主席吳敦義臨時決定暫緩處理林為洲黨紀案[10]，至8月31日中選會登记截止再决定[10]。
- 2018年8月29日，為求團結宣布退出新竹縣縣長選舉[11]。
- 2020年1月11日，在新竹縣第一選舉區順利連任。
- 2020年5月27日，開記者會質疑推動韓國瑜罷免案的團體有賄選之嫌。
- 2020年8月16日，林為洲對國民黨候選人李眉蓁於高雄市市長補選中慘敗、僅獲兩成五選票進行檢討，表示要「告別韓流」[12]。
- 2020年10月10日，林為洲公開提出中國國民黨是否應去除黨名中的「中國」的議題[13]。

### 參選竹北市長
- 2022年4月18日，林為洲宣布參選竹北市市長[14]，最後敗給民進黨的鄭朝方。

## 選舉紀錄
| 年度 | 選舉屆數               | 選舉區               | 所屬政黨   | 得票數 | 得票率 | 當選標記   | 備註 |
| ---- | ---------------------- | -------------------- | ---------- | ------ | ------ | ---------- | ---- |
| 1998 | 第十四屆新竹縣議員選舉 | 新竹縣第一選舉區     | 無黨籍     | 3,996  | 12.56% |            |      |
| 2002 | 第十五屆新竹縣議員選舉 | 新竹縣第一選舉區     | 民主進步黨 | 3,691  | 10.85% |            |      |
| 2004 | 第六屆立法委員選舉     | 新竹縣立法委員選舉區 | 民主進步黨 | 39,242 | 20.84% |            |      |
| 2009 | 第十七屆新竹縣議員選舉 | 新竹縣第一選舉區     | 無黨籍     | 4,580  | 7.49%  |            |      |
| 2014 | 第十八屆新竹縣議員選舉 | 新竹縣第一選舉區     | 中國國民黨 | 5,636  | 8.09%  |            |      |
| 2016 | 第九屆立法委員選舉     | 新竹縣立法委員選舉區 | 中國國民黨 | 93,495 | 36.75% |            |      |
| 2020 | 第十屆立法委員選舉     | 新竹縣第一選舉區     | 中國國民黨 | 74,087 | 49.88% | 選舉區重劃 |      |
| 2022 | 第十屆竹北市市長選舉   | 新竹縣竹北市         | 中國國民黨 | 25,831 | 32.01% |            |      |

## 爭議事件

### 拍攝競選影片在道路上違規
2022年，林為洲為參選新竹縣竹北市市長，在臉書上傳了為改善交通的競選影片，結果被網友發現，林為洲在錄製影片的過程中為拍攝順利，多次騎機車在道路上違規，其中包含違停紅線、行駛雙黃線、停放機車佔用人行道等等。事件被延燒後，林為洲親自至新竹縣政府警察局交通隊自首，但警方表示，因影片中未拍到車牌號碼，也無明確時間，且因違規日期已逾7日，因此無法開罰。最後，林為洲為平息風波自己捐6,000元捐至華山社會福利慈善基金會。

### 遭黃國昌爆料炒地皮事件
前時代力量立委黃國昌於2022年8月17日，揭露林為洲透過土地重劃，短短不到1個月，實際天數19天就大賺1.2億元。他指出，新竹「金獅自辦農村社區土地重劃」自2007年1月發起成立，當時已是立委的林為洲，隨後設立了「群茂開發公司」出資參與重劃會，也主導了重劃會的開發工程。
2011年10月，新竹縣政府同意備查金獅重劃會的土地分配結果，當時林為洲正擔任新竹縣議會副議長。2019年5月及7月，金獅重劃會理事會決議以每平方公尺1萬2,550元（每坪約4.1萬），將「金獅段地號1026抵費地」讓與給林為洲等5人，作為折抵出資人先行墊付的開發費用。這些抵費地在8月1日完成移轉登記，2週後，進一步分割而增加了1026-1、1026-2、1026-3地號；林為洲取得1026-1、1026-2抵費地，二筆抵費地面積合計超過2,500平方公尺（765坪）。在取得抵費地4天後的8月19日，林為洲以每坪20萬元（實價登錄標示），翻了5倍的價格，出售1026-1抵費地予大學同學曾進發；同日也將1026-2抵費地出售予劉姓建商（無實價登錄，亦以每坪20萬元計）。在短短不到1個月的時間買進賣出，從中攫取暴利高達1.2億元，投資報酬率高達387％。

### 財產申報問題
2022年8月20日時代力量新竹縣議員連郁婷，至監察院告發林為洲財產申報不實。她指出林為洲18天賺進1.2億，林為洲沒有申報財產，涉嫌隱匿，又指出「他自己也承認，他有購買土地，他有移轉登記，這件事情你本來就應該，在當年度申報。」

## 外部連結
- 林為洲的Facebook專頁
- 林為洲的Instagram帳戶
- 林為洲的Instagram帳戶
- YouTube上的林為洲頻道
- 立法委員- 中國國民黨全球資訊網 （页面存档备份，存于）
- 立法院-林為洲委員 （页面存档备份，存于）

| 政党职务      | 政党职务                                       | 政党职务      |
| ------------- | ---------------------------------------------- | ------------- |
| 中國國民黨    |                                                |               |
| 前任： 劉敏謙 | 新竹縣黨部主任委員 2015年9月11日－2016年5月6日 | 繼任： 謝柏意 |
| 民主進步黨    |                                                |               |
| 前任： 張學舜 | 新竹縣黨部主任委員 2002年5月－2004年5月        | 繼任： 邱振瑋 |